# Juan Goytisolo
Juan Goytisolo (Barcelona, 1931. január 5. – Marrákes, Marokkó, 2017. június 4.) spanyol költő, író.

## Művei
Regények
- Juegos de manos (1954)
- Duelo en el paraíso (1955)
- El circo (1957)
- Fiestas (1958)
- Hordalék (La resaca) (1958); ford. Lengyel Péter
- Szigeti krónika (La isla) (1961); ford. Benyhe János
- Személyleírás (Señas de identidad) (1966); ford. Hargitai György
- Reivindicación del conde don Julián (1970)
- Juan sin Tierra (1975)
- Makbara (1980)
- Paisajes después de la batalla (1982)
- Las virtudes del pájaro solitario (1988)
- La cuarentena (1991)
- La saga de los Marx (1993)
- El sitio de los sitios (1995)
- Las semanas del jardín (1997)
- Carajicomedia, (2000)
- Telón de boca (2003)
- El exiliado de aquí y de allá (2008)

Novelláskötetek
- Para vivir aquí (1960)
- Fin de fiesta. Tentativas de interpretación de una historia amorosa (1962)
- Pausa de otoño (1966)

Útleírások
- Campos de Níjar (1960)
- La Chanca (1962)
- Pueblo en marcha. Tierras de Manzanillo. Instantáneas de un viaje a Cuba (1962)
- Estambul otomano (1989)
- Aproximaciones a Gaudí en Capadocia (1990)

Esszék
- Problemas de la novela (1959)
- El furgón de cola (1976)
- España y los españoles (1979)
- Crónicas sarracinas (1982)
- El bosque de las letras (1995)
- Disidencias (1996)
- De la Ceca a la Meca. Aproximaciones al mundo islámico (1997)
- Cogitus interruptus (1999)
- El peaje de la vida (2000, Sami Naïrral közösen)
- El Lucernario: la pasión crítica de Manuel Azaña (2004)
- Los ensayos (2005)
- Contra las sagradas formas (2007)
- Ensayos escogidos (2007)
- Ensayos sobre José Ángel Valente (2009)

## Magyarul
- Hordalék. Regény; ford. Lengyel Péter; Európa, Bp., 1962
- Szigeti krónika; ford. Benyhe János; Európa, Bp., 1964
- Személyleírás. Regény; ford. Hargitai György; Kossuth, Bp., 1969

## Díjai
- Europalia-díj (1985)
- Nelly Sachs-díj (1993)
- Octavio Paz-díj (2002)
- Juan Rulfo-díj (2004)
- Premio Nacional de las Letras Españolas (2008)
- Don Quijote-díj (2010)[13]
- Formentor-díj (2012)
- Cervantes-díj (2014)[14]